# يوسف حمزة (عزبة)
قرية عزبة يوسف حمزة هي إحدى القرى التابعة لمركز الدلنجات في محافظة البحيرة في جمهورية مصر العربية. حسب إحصاءات سنة 2006، بلغ إجمالي السكان في عزبة يوسف حمزة 473 نسمة، منهم 232 رجل و241 امرأة.